# Сафронов, Константин Николаевич
Константи́н Никола́евич Сафро́нов (род. 2 сентября 1987) — казахстанский легкоатлет, специалист по прыжкам в длину. Выступал за сборную Казахстана по лёгкой атлетике в 2003—2015 годах, обладатель бронзовой медали Азиатских игр в помещениях, многократный победитель и призёр первенств национального значения, участник ряда крупных международных стартов, в том числе чемпионатов мира 2009 года в Берлине и 2013 года в Москве.

## Биография
Константин Сафронов родился 2 сентября 1987 года. Проживал и тренировался в Павлодаре.
Впервые заявил о себе в лёгкой атлетике на международном уровне в сезоне 2003 года, когда вошёл в состав казахстанской национальной сборной и выступил на юношеском мировом первенстве в Шербруке, где участвовал в состязаниях по прыжкам в длину и тройным прыжкам.
В 2005 году в прыжках в длину стартовал на чемпионате Азии в Инчхоне и на Азиатских играх в помещениях в Бангкоке.
В 2006 году прыгал на юниорском мировом первенстве в Пекине, занял 12-е место на Азиатских играх в Дохе.
В 2007 году был пятым на чемпионате Азии в Аммане, шестым на Универсиаде в Бангкоке, выиграл бронзовую медаль на Азиатских играх в помещениях в Макао.
На чемпионате Азии в помещении 2008 года в Дохе показал в прыжках в длину пятый результат.
В 2009 году отметился выступлением на чемпионате мира в Берлине, на чемпионате Азии в Гуанчжоу и на Азиатских играх в помещениях в Ханое — в последнем случае занял седьмое место.
На Азиатских играх 2010 года в Гуанчжоу был восьмым.
В 2011 году на чемпионате Азии в Кобе показал восьмой результат, тогда как на Универсиаде в Шэньчжэне провалил все попытки и остался без результата.
На чемпионате Азии в помещении 2012 года в Ханчжоу стал шестым.
В июне 2013 года на соревнованиях в Алма-Ате установил свой личный рекорд в прыжках в длину — 8,10 метра. Принимал участие в чемпионате мира в Москве, где с результатом 7,47 в финал не вышел.
В 2014 году стал пятым на чемпионате Азии в помещении в Ханчжоу и восьмым на Азиатских играх в Инчхоне.
В 2015 году занял восьмое место на чемпионате Азии в Ухане, участвовал в Универсиаде в Кванджу.
Завершил спортивную карьеру по окончании сезона 2017 года.
За выдающиеся спортивные достижения удостоен почётного звания «Мастер спорта Республики Казахстан международного класса».
Жена Ольга Сафронова (Блудова) — титулованная казахстанская бегунья на короткие дистанции.